# Bocca di Marsolinu
La Bocca di Marsolinu (443 m) è un passo che collega la valle del Figarella con la valle del Marsolino tra i comuni di Calvi e Galeria.